# Narodowy rezerwat przyrody Velká Niva
Velká Niva – leśno-torfowiskowy narodowy rezerwat przyrody w Powiecie Prachatice (kraj południowoczeski) w Czechach.
Rezerwat położony jest na wysokościach od 748 do 775 m n.p.m., na terenie rejonu przyrodniczoleśnego (Přírodní lesní oblast) Szumawa. Powierzchnia utworzonego w 24 maja 1989 roku rezerwatu wynosi 120,31, a powierzchnia całego lasu 171,09 ha.
Główną część rezerwatu stanowi górskie torfowisko wysokie z sosną błotną (Pino rotundatae-Sphagnetum) z domieszką brzozy brodawkowatej, okolone kontynentalnym borem bagiennym (Vaccinio uliginosi-Pinetum) z domieszką brzozy omszonej i świerka pospolitego. Na jego krańcach pojawia się dolnoreglowa świerczyna na torfie (Mastrigio-Piceetum). Spotkać można tu takie rośliny jak  gwiazdnica długolistna (Stellaria longifolia), kukułka Fuchsa (Dactylorhiza fuchsii), listera sercowata (Listera cordata), modrzewnica zwyczajna (Andromeda polifolia), omieg górski (Doronicum austriacum), rosiczka okrągłolistna (Drosera rotundifolia), urdzik górski (Soldanella montana), trzcina pospolita (Phragmites australis), żurawina błotna (Oxycoccus palustris), torfowiec kończysty (Sphagnum fallax), torfowiec magellański (Sphagnum magellanicum), widłoząb kędzierzawy (Dicranum polsetum), widłak jałowcowaty (Lycopodium annotinum).
Spośród występujących tu grzybów wymienić można czyrenia gładkiego (Phellinus laevigatus), gołąbka piekącego (Russula consobrina), Russula helodes, Pholiota subochracea, Stropharia hornemannii, trąbkę opierścienioną (Tubaria confragosa), włosóweczkę nadrzewną (Vibrissea truncorum), wrośniaczka sosnowego (Diplomitoporus flavescens) i zasłonaka rudawego (Cortinarius rubellus).
Wiele gatunków tutejszych stawonogów to gatunki charakterystyczne dla torfowisk. Występują tu m.in.: Pardosa sphagnicola, Acronicta menyanthidis, Epinotia gimmerthaliana, Arichanna melanaria, Luperus viridipennis, Longitarsus suturellus, Asiorestia femorata, Minota obesa, Minota nostaci, Pselaphorhynchites nanus, Otiorhynchus fuscipes. Notaris acridulus i Pityogenes conjunctus.
Obiekt ten należy do bagien górnego biegu Wełtawy – kompleksu zachdniopalearktycznych mokradeł o znaczeniu międzynarodowym.